# Radar à pénétration d'obstacles
Le Radar à pénétration d'obstacles ou radar imageur traversant, permet de révéler un objet ou un être vivant immobile ou en mouvement à travers un mur ou une paroi non métallique.

## Description
Ce radar a des implications militaires en combat urbain ainsi que pour les enquêtes policières par exemple en cas de prise d'otages. Dans un futur proche, il pourrait être utilisé par les pompiers pour repérer des victimes dans des lieux clos ou des décombres.

## Histoire
En 2012, cette technologie est désignée comme Ultra Large Bande (ULB) et comme une nouvelle technologie radio basée sur des ondes non sinusoïdales, généralement des impulsions de très courte durée (inférieures à la nanoseconde), occupant instantanément de très grandes largeurs de bande d'émission. Elle a une bonne capacité de pénétration dans les matériaux de construction comme le béton, la brique ou le bois et une haute résolution (quelques cm) pour les applications radar. Elle est basée sur la technologie multi-bandes Orthogonal frequency-division multiplexing (OFDM) et celle du radar à synthèse d'ouverture.
En 2021, cette technologie est décrite par le National Institute of Standards and Technology "comme prometteuse" et présentée comme utilisant la technologie des micro-ondes.

## Radar connus
en développement
- Inde Divyachakshu Through Barrier Imaging Radar de l'Établissement de développement de l'électronique et des radars

opérationnels
- États-Unis MaXentric’s Detex Pro , 15 000 $US[3].
- Israël Xaver1000[7]

## Autres technologies semblables
- Ondes térahertz[8].
- Scanneur à rayons X
- Détecteur de densité
- Détection de personnes par wifi à travers les murs[9]